# Тюльдинский сельсовет
Тюльдинский сельсовет — муниципальное образование в Калтасинском районе Башкортостана.

## История
Согласно «Закону о границах, статусе и административных центрах муниципальных образований в Республике Башкортостан» имеет статус сельского поселения.

## Население
| 2002 | 2009  | 2010  | 2012  | 2013 | 2014 | 2015 |
| ---- | ----- | ----- | ----- | ---- | ---- | ---- |
| 1220 | ↘1190 | ↘1069 | ↘1014 | ↘990 | ↘965 | ↘940 |
| 2016 | 2017  | 2018  |       |      |      |      |
| ↘911 | ↘879  | ↘851  |       |      |      |      |

## Состав сельского поселения
| № | Населённый пункт | Тип населённого пункта          | Население |
| - | ---------------- | ------------------------------- | --------- |
| 1 | Тюльди           | деревня, административный центр | ↘273      |
| 2 | Большетуганеево  | деревня                         | ↘314      |
| 3 | Старый Орьебаш   | деревня                         | ↘297      |
| 4 | Новый Орьебаш    | деревня                         | ↘126      |
| 5 | Васильево        | деревня                         | ↘31       |
| 6 | Кырпы            | село                            | ↘15       |
| 7 | У-Ял             | деревня                         | ↗13       |
| 8 | Кульсаитово      | деревня                         | →0        |
| 9 | Малотуганеево    | деревня                         | →0        |